# 磐城常叶站
磐城常叶站（日语：／ Iwaki-tokiwa eki */?）位于福岛县田村市船引町今泉字田中，是东日本旅客铁道（JR東日本）管辖的磐越东线上的鐵路車站。

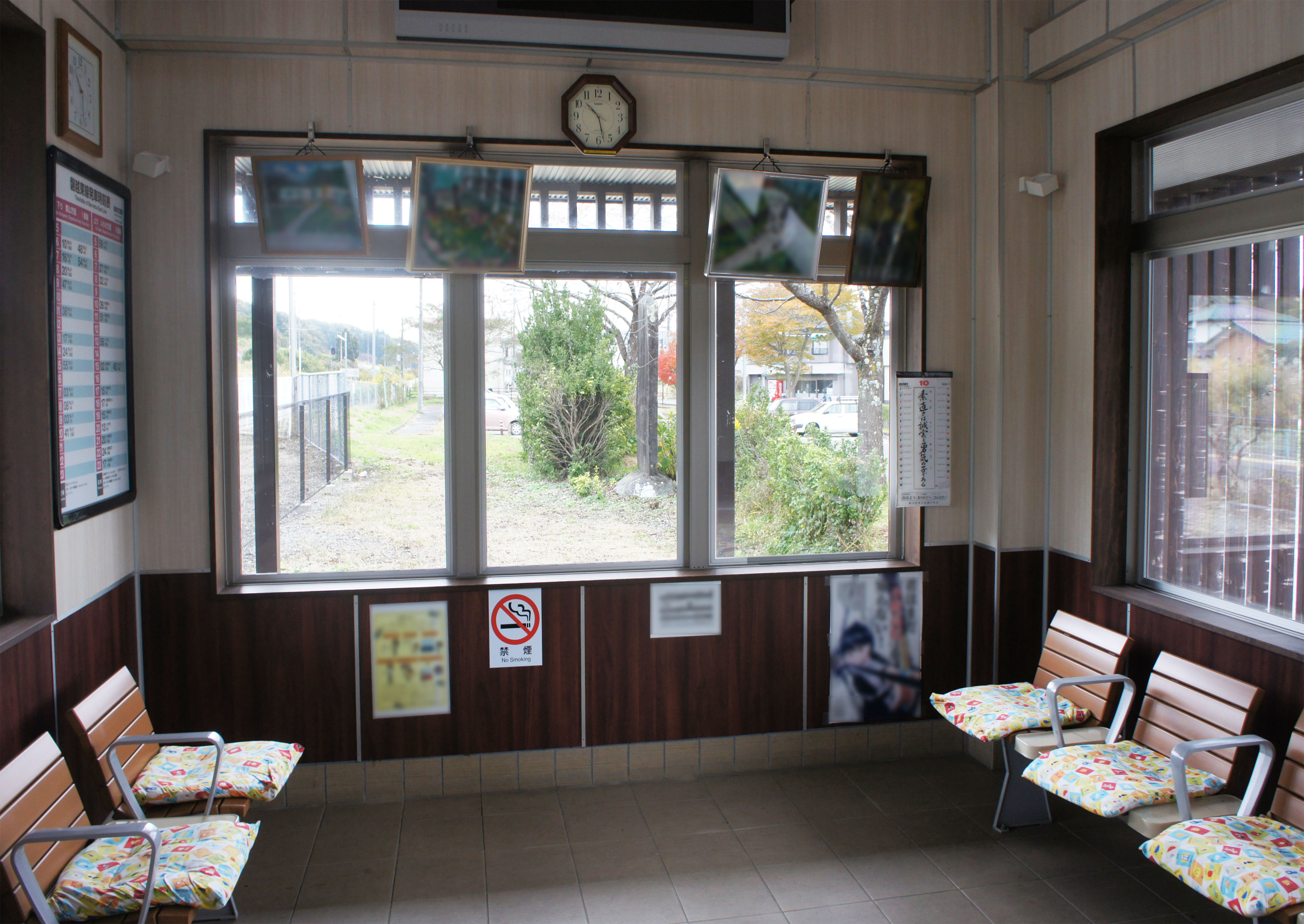
候車室内(2021年10月)

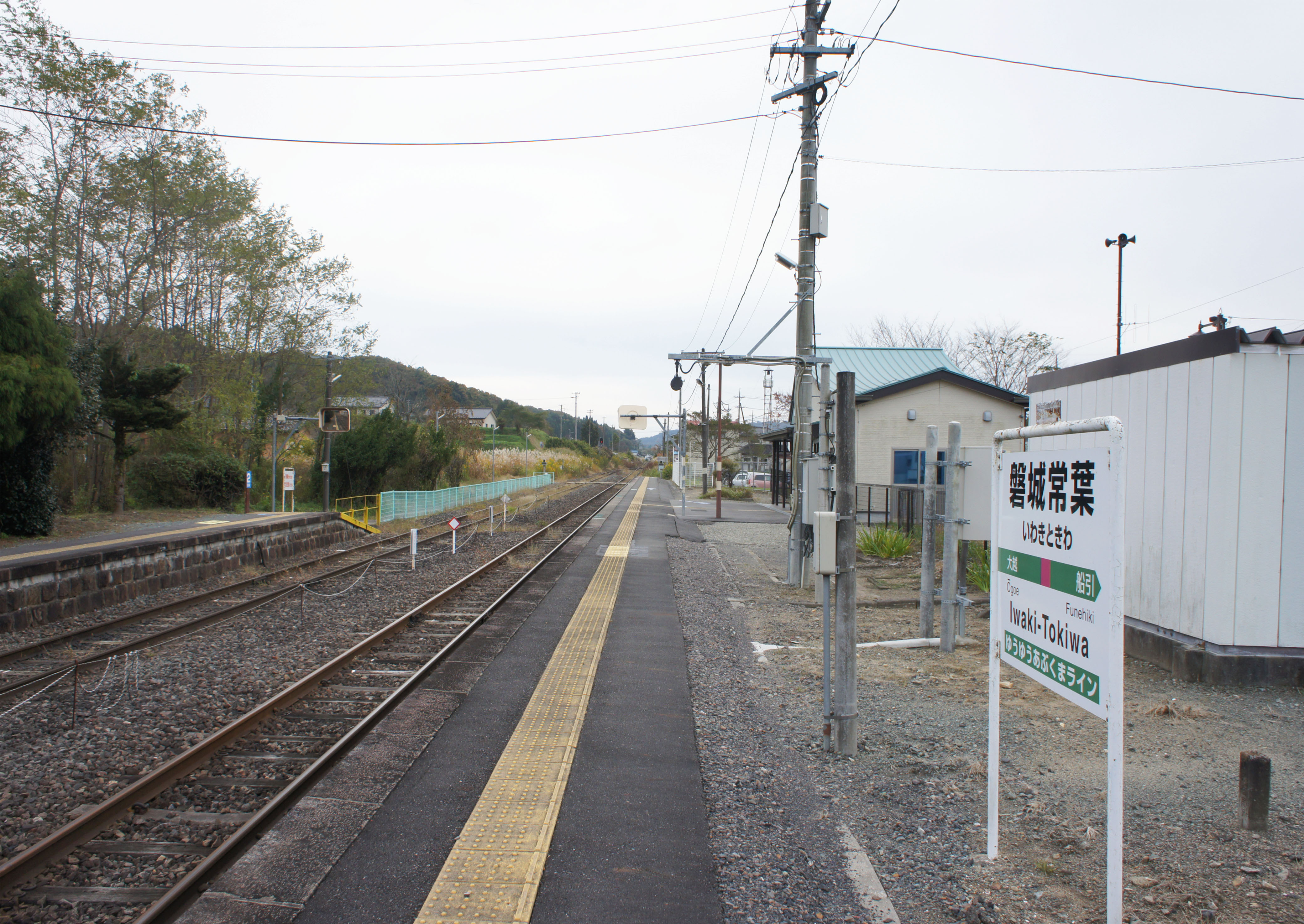
月台(2021年10月)

## 历史
- 1921年4月10日 - 车站投入运营[1]。

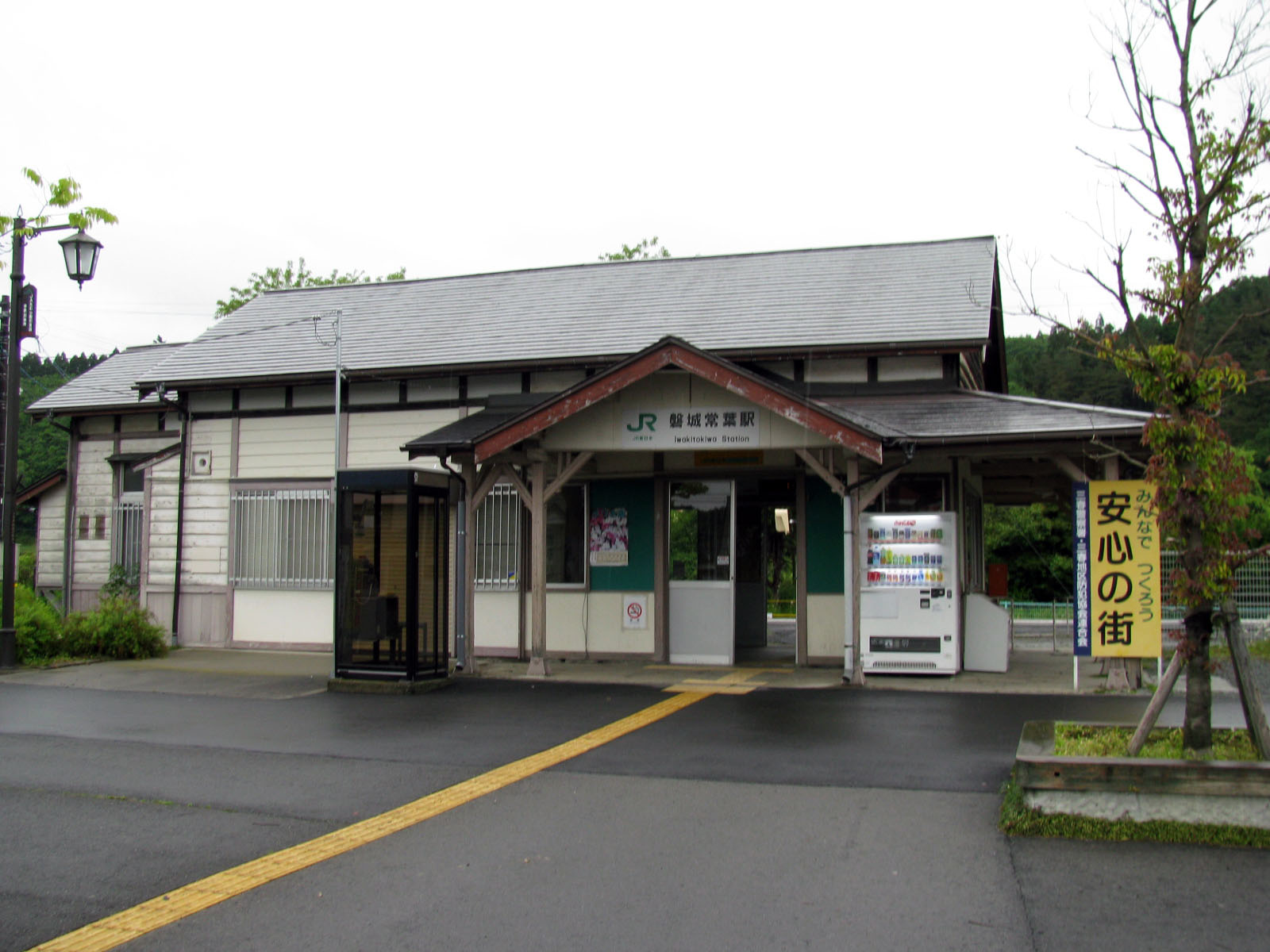
舊站房(2008年5月)

- 1987年4月1日 - 国铁分割民营化后成为JR东日本车站。
- 1989年3月11日 - 简易委托化改造。
- 2007年3月1日 - 简易委托终止，无人化。农业协会和简易邮局关闭。
- 2012年12月6日 - 新站房建成[1][2]。
- 2016年4月1日 - 伴随三春站业务委托化，管理站变更为郡山站[1]。

## 车站结构

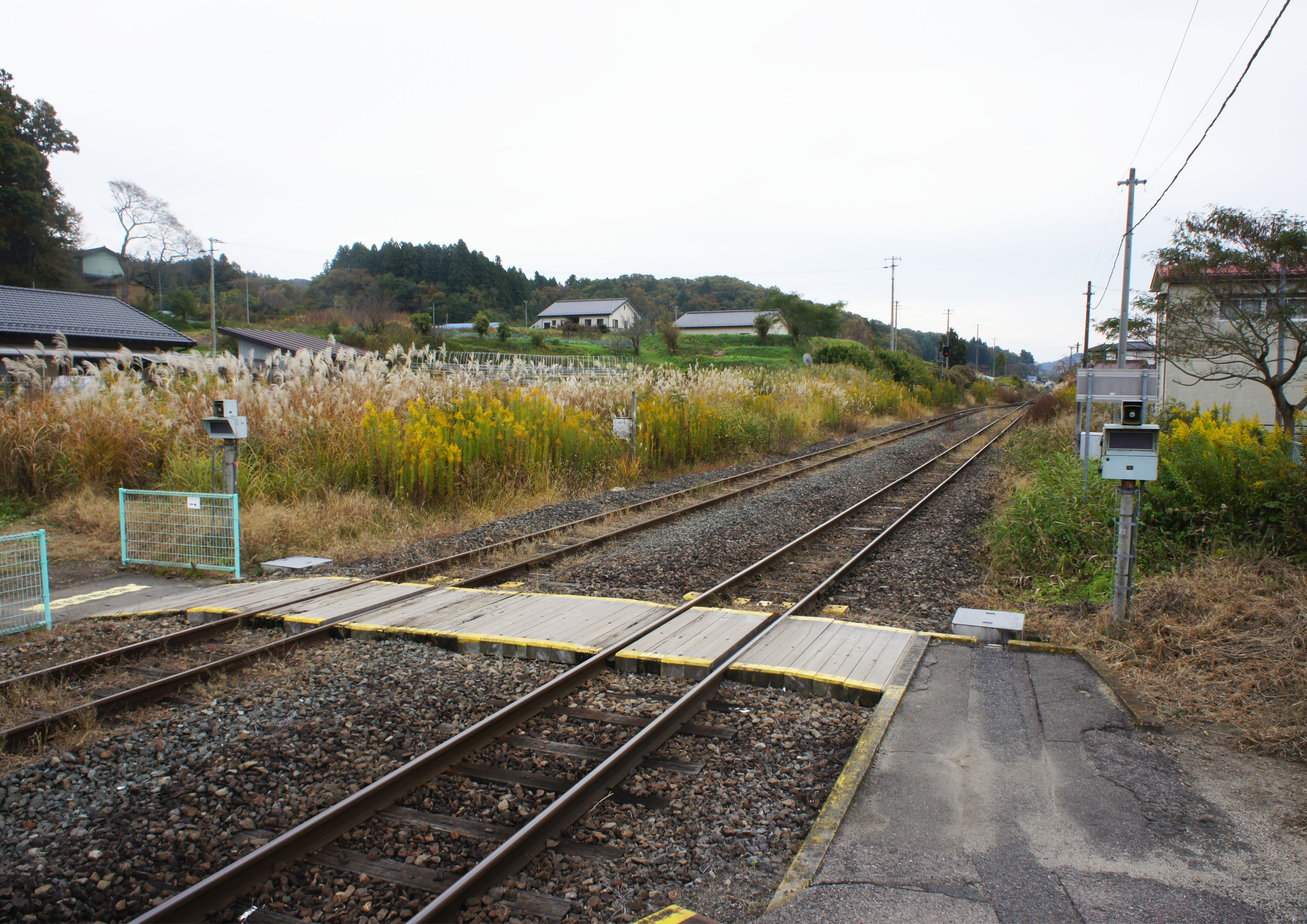
平交道(2021年10月)

侧式站台2台2线的地上车站。两个站台间通过道口连接。
2007年2月时，是与农业协会和简易邮局共用站房的简易委托站。现在为郡山站管理的无人车站。2012年12月6日建成了75.7平米的钢构新站房。三角屋顶设计取自背景中山脉的形状，前面设有竖格栅装遮阳栏杆。

### 站台配置
| 站台 | 路线      | 方向 | 目的地             |
| ---- | --------- | ---- | ------------------ |
| 1    | ■磐越东线 | 下行 | 三春、郡山方向     |
| 2    | ■磐越东线 | 上行 | 小野新町、磐城方向 |

## 相鄰車站
東日本旅客鐵道
■磐越东線
大越－磐城常叶－船引